# Route magistrale 11 (Serbie)
Pour les articles homonymes, voir M11 et Route 11.
La route magistrale 11 (en serbe : Државни пут ІВ реда број 11, Državni put IB reda broj 11 ; Магистрала број 11, Magistrala broj 11) est une route nationale de Serbie. Elle fait partie de la Rocade de Subotica sur toute sa longueur.
À ce jour, cette route est mise en service en 1 x 1 voies sur toute sa longueur. Néanmoins, elle est considérée comme une Voie Rapide. Il est prévu à l'avenir cette route soit construite en 2 x 2 voies sur toute sa longueur.

## Description du tracé

### Route magistrale 11 (voie rapide 11);rocade de Subotica
| Route Magistrale 11 (Voie Rapide 11) Rocade de Subotica |               |                                                        |                                                                        |      |
| Sorties                                                 | Dénominations | Connexions                                             | Destinations                                                           | BK   |
| Kelebija                                                | Hongrie       | Route principale 53 (Hongrie)                          | Route principale hongroise 53 (vers Budapest)                          | 0,0  |
| panneau rond-point                                      | Kelebija      | Rue Edvard Kardelj (en serbe : Ulica Edvarda Kardelja) | Kelebija, Subotica                                                     | 0,5  |
| panneau rond-point                                      | Subotica      | E662                                                   | Subotica, Sombor                                                       | 13,0 |
| panneau rond-point                                      | Subotica      | 100                                                    | Subotica, Bačka Topola                                                 | 18,0 |
| panneau rond-point                                      | Subotica      | Route de Bikovo (en serbe : Bikovački put)             | Subotica, Bikovo                                                       | 22,0 |
| panneau sortie · panneau sortie2                        | Subotica-Sud  | E75                                                    | Autoroute A1 : Budapest ( Horgoš Serbie - Hongrie), Novi Sad, Belgrade | 24,0 |